# Jacqueline Voltaire
Jacqueline Anne Walter Clisson, conocida como Jacqueline Voltaire (Warwickshire, Inglaterra; 6 de noviembre de 1948-Ciudad de México; 8 de abril de 2008), fue una actriz, cantante, modelo, coordinadora de imagen, coreógrafa, vedette  y bailarina mexicobritánica, miembro de la Asociación Nacional de Actores desde 1979 y enseñaba cursos de "Imagen y Personalidad" en el Centro de Educación Artística de Televisa.

## Biografía
Como bailarina formó parte de espectáculos reconocidos mundialmente como el Moulin Rouge y el Lido de París.
Ganó un premio MTV Latinoamérica en la categoría: "Escena sexual más bizarra" en 2005 por una escena en la película, Matando Cabos junto con el actor Silverio Palacios.
Murió el 8 de abril de 2008 en México, Distrito Federal. Duró ocho días hospitalizada, padeciendo melanoma o cáncer en la piel. Sus restos fueron cremados el 10 de abril.

## Filmografía

### Telenovelas
- Palabra de mujer (2008) - Flora Navarro de Álvarez y Junco
- Lola, érase una vez (2007-2008) - Monique Fauve
- RBD: La familia (2007) - Madre de Tony
- Amor sin maquillaje (2007)
- Muchachitas como tú (2007) - Conductora de modas
- Destilando amor (2007) - Felicity
- La verdad oculta (2006) - Déborah
- Contra viento y marea (2005) - Odette
- Apuesta por un amor (2005)
- Rebelde (2004) - Florencia Millián de Paz
- Corazones al límite (2004) - Sra. Kullman
- Amar otra vez (2004)
- La hora pico (2004)
- Amor real (2003) - Sor Lucía
- Clase 406 (2002) - Maestra Fabianne
- ¡Vivan los niños! (2002) - Señora Romanov
- Mujer, casos de la vida real
- Salomé (2002) - Amante de David
- Por un beso (2000) - Sra Mier y Terán
- DKDA Sueños de juventud (2000) - Jackie
- Por tu amor (1999)
- Tres mujeres (1999) - Melinda
- El privilegio de amar (1999) - Jacqueline
- Preciosa (1998)
- Mi generación (1997) - Sara Cruger
- The Guilt .... Sonya (1996)
- Forever (1996) - Margaret Buchanan
- La culpa (1996) .... Annette
- Lazos de amor (1995) - Lynda Beites
- Agujetas de color de rosa (1994) - Karina York
- Baila conmigo (1992) - Madre de Mary Jean
- Sweating Bullets (1991)
- Simplemente María (1989) - Nansy
- McCloud (1970)
- El show de el "loco" Valdez (1970) serie tv

### Cine
- La misma Luna (2007)
- Morirse está en hebreo (2005)
- Romancing the bride (2005)
- Matando Cabos (2004)
- Conejo en la luna (2004)
- Men with Guns (1997)
- The Arrival (1996)
- Soy hombre y que (1993)
- La tumba del Atlántico (1992)
- The Taking of Beverly Hills
- Dune (1984)
- Peor que los buitres (1974)
- Debieron ahorcarlos antes (1974)
- Capulina contra las momias (1973)
- La montaña sagrada (Holly Mountain) (1973)
- Masajista de señoras (1973)
- Vanessa (1972)
- El rey de Acapulco (1972)
- Espérame en Siberia, vida mía (1971)
- Los desalmados (1971)
- Un amante anda suelto (1970)
- La hermana Trinquete (1970)
- Flor de durazno (1970)
- Un Quijote sin mancha (1969)

- Datos: Q2612676